# Voßhof
Voßhof ist ein Wohnplatz im Ortsteil Krüden der Gemeinde Aland der Verbandsgemeinde Seehausen (Altmark) im Landkreis Stendal in Sachsen-Anhalt.

## Geographie
Der Ort ist die östlichste Siedlung der Gemeinde Aland. Sie liegt am Westufer des Flusses Aland, einen Kilometer östlich von Vielbaum und drei Kilometer nördlich der Hansestadt Seehausen (Altmark). Vollständig im Biosphärenreservat Flusslandschaft Elbe und im Landschaftsschutzgebiet Aland-Elbe-Niederung gelegen, grenzt die Ortslage im Osten an das FFH-Gebiet Aland-Elbe-Niederung nördlich Seehausen und das Naturschutzgebiet Aland-Elbe-Niederung.

## Geschichte
Im Jahre 1438 verkauft Voß (Fuchs) ½ Zehnten von seinem Hof an Wilmer, einen Bürger zu Seehausen. 1484 wohnt Voß in Vielbaum und wird 1499 belehnt.
1804 war der Voß-Hof ein zum Dorf Vielbaum im Seehausenschen Kreis gehörendes und dorthin eingepfarrtes adliges Gut, welches über einige Einliegerwohnungen verfügte und sich im Besitz vom Uradelsgeschlecht Voß befand. Im Jahre 1871 gab es den Gutsbezirk Vielbaum mit einer Meierei im Dorf Vielbaum. Später hieß der Gutsbezirk auch Rittergut Vielbaum II, genannt Voßhof.

### Eingemeindungen
Am 30. September 1928 wurde der Gutsbezirk Voßhof mit Landgemeinde Vielbaum vereinigt. Voßhof wurde als Ortsteil fortgeführt. Am 1. Juli 1950 wurde Vielbaum in die Gemeinde Krüden eingemeindet. Noch 1986 wurde Voßhof als Ortsteil von Krüden aufgeführt. 2006 war Voßhof nur noch ein Wohnplatz der Gemeinde Krüden.
Bis Ende 2009 gehörte Voßhof zu der bis dahin selbständigen Gemeinde Krüden. Am 1. Januar 2010 wurde der Ort ein Teil der zum gleichen Datum neu gebildeten Gemeinde Aland und besteht seitdem als Siedlung im Ortsteil Krüden der Gemeinde Aland fort.

### Einwohnerentwicklung
| Jahr | Einwohner |
| ---- | --------- |
| 1864 | 34        |
| 1871 | 67        |

| Jahr | Einwohner |
| ---- | --------- |
| 1885 | 62        |
| 1895 | 89        |

| Jahr | Einwohner |
| ---- | --------- |
| 1905 | 92        |

Quelle:

## Religion
Die evangelischen Christen aus Voßhof waren in die Kirchengemeinde Vielbaum eingepfarrt, die früher zur Pfarrei Krüden (Crüden) gehörte. Seit dem Jahre 1993 gehören die Evangelischen aus Voßhof zum Kirchspiel Krüden-Vielbaum das heute zum Pfarrbereich Beuster im Kirchenkreis Stendal im Propstsprengel Stendal-Magdeburg der Evangelischen Kirche in Mitteldeutschland.
Die katholischen Christen gehören zur Pfarrei St. Anna in Stendal im Dekanat Stendal im Bistum Magdeburg.